# Raindrops Keep Fallin' on My Head
«Raindrops Keep Fallin' on My Head» —literalmente en español: «Las gotas de lluvia siguen cayendo sobre mi cabeza»— es una canción escrita por Burt Bacharach y Hal David para la película Butch Cassidy and the Sundance Kid de 1969. La versión original fue grabada por el cantante B. J. Thomas en el séptimo intento, ya que los anteriores seis no complacieron a Bacharach. Thomas, por su parte, grabó la canción poco después de haber sufrido laringitis, por lo que su voz suena más ronca en la versión de la película. La canción ganó el premio Óscar como mejor canción original el año siguiente.
Alcanzó la cima de las listas de éxito en Estados Unidos, Canadá y Noruega y se coló hasta la posición 38 en Reino Unido. Encabezó el Billboard Hot 100 en las primeras cuatro semanas de la década de 1970 y encabezó la lista Adult Contemporary por siete semanas. También fue un éxito de ventas, vendiendo más de 2 millones de copias en marzo de 1970. Fue declarada la cuarta canción más exitosa del año.

## Letra
Raindrops are falling on my head
 and just like the guy whose feet
 are too big for his bed
 nothing seems to fit
 those raindrops
are falling on my head
 they keep falling.
 So i just did me some
 talking to the sun
 and i said i didn't like the way
he got things done
 he's sleeping on the job
 those raindrops
are falling on my head
 they keep fallin'
 But theres one thing i know
 the blues they send to meet me
 won't defeat me it won't be long
 till happiness steps up to greet me
Raindrops keep falling on my head
 but that doesn't mean my eyes
 will soon be turning red
 crying's not for me cause
 i'm never gonna stop the rain
 by complaining
 because i'm free
 nothings worrying me
 it won't be long
 till happiness
 steps up to greet me
 Raindrops keep falling on my head
 but that doesn't mean my eyes
 will soon be turning red
 crying's not for me cause
 i'm never gonna stop the rain
 by complaining
 because i'm free
 nothing's worrying me.

### Uso en cine y televisión
- En 1970, Graham Chapman canta las primeras líneas al final de su aparición en el episodio "The Buzz Aldrin Show", de la serie Monty Python's Flying Circus.

- Está en las bandas sonoras de Forrest Gump (1994) y Spider-Man 2 (2004), en el último acentuando el estado feliz de ánimo de Peter Parker después de abandonar su identidad como Spider-Man y sus responsabilidades de héroe.

- En la película de 1990 Gremlins 2 , se crea un "Gremlin eléctrico" hecho de electricidad pura y, finalmente, queda atrapado en el sistema telefónico de un edificio, quedando efectivamente "en espera". Una versión Muzak de la canción comienza a sonar como música de espera y el Gremlin comienza a gritar de agonía.

- En 1993 se utilizó en Los Simpson, episodio 16 de la cuarta temporada, llamado "Duffless", al final del episodio, mientras se presentan los créditos.

- En 1996 se utilizó en la película Spy Hard, que parodiaba la escena de la película Butch Cassidy and the Sundance Kid.

- En 2003 se utilizó en la película The In-Laws protagonizada por Michael Douglas y Albert Brooks, que fue una nueva versión de la película de 1979 Peter Falk / Alan Arkin del mismo nombre.

- En 2004 se utilizó en un episodio de la serie de televisión Arrested Development titulado "Altar Egos".

- En 2005, el primer episodio de la segunda temporada del popular drama médico Grey's Anatomy recibió su nombre por la canción.

- En 2006 se utilizó en la película de Kevin Smith Clerks II.

- En 2014 se utilizó en Top Gear: Patagonia Special mientras Jeremy Clarkson parodiaba a Paul Newman en Butch Cassidy and the Sundance Kid a bordo de su Porsche 928.

- En 2015 se usó en el episodio de Padre de familia Encyclopedia Griffin.

- En 2017, la canción apareció en el programa de televisión Feud: Bette y Joan. La canción se oyó durante el segmento en el que vemos a Joan Crawford instalándose en su apartamento de la ciudad de Nueva York.